# Zubní víla (Městečko South Park)
Zubní víla (v anglickém originále The Tooth Fairy's Tats 2000) je první díl čtvrté řady amerického komediálního animovaného televizního seriálu Městečko South Park. 

## Děj
Eric chce přelstit zubní vílu, aby mu dávala za cizí zuby peníze. Když jeho matka už nemá dostatek peněz, Ericovi prozradí, že žádná zubní víla neexistuje. Eric se ale nevzdává a s kamarády se zapojí do mafiánských podvodů se zuby u bohatých dětí. Po léčce zubařů na gang dětí se mafiánské impérium rozpadne a přestanou se dělat podvody s vypadlými zuby.